# 유니콘
유니콘(영어: Unicorn)은 고전 고대서부터 전해져 내려오는 전설, 또는 상상속의 동물로 일본어로는 일각수(一角獸)라고도 불린다. 보통 이마에 뾰족하고 나선형의 뿔이 하나 튀어나온 말짐승으로 그려진다.
유럽권의 문학과 여러 예술 작품에서는 수천년 간 나선형으로 홈이 파져 있는 길고 곧게 뻗은 뿔과 발굽, 때로는 염소수염을 가진 백마 혹은 염소 같은 동물로 그려졌다. 중세와 르네상스 시기에는 보통 처녀만이 닿을 수 있는 순결과 우아함의 상징인 극도로 야생적인 숲속 짐승으로 그려졌다. 당시의 백과사전에는 유니콘의 뿔이 독이 든 물을 마실 수 있게 만들고 병을 치료할 수 있다고 말했다. 중세와 르네상스 시기에는 외뿔고래의 엄니를 유니콘의 뿔이라고 속이고 팔리기도 했다.
일부 학자들은 청동기 시대 인더스 문명의 몇몇 인장에서 소 형태의 유니콘 인장도 있었다고 주장하지만 이 그림에 대한 해석은 아직도 논란이 분분하다. 고대 그리스에서는 크테시아스, 스트라본, 소 플리니우스, 아일리아노스, 코스마스 인디코플레우스테스 등 다양한 작가들이 박물학 서적에 말 형태의 유니콘을 언급했다. 성경에서도 레엠(Re'em, 개역개정 등에서는 '들소'로 번역)이라는 뿔달린 동물이 언급되는데 일부 역서에서는 '유니콘'으로 번역하기도 한다.
현대 대중문화에서도 유니콘이 계속해서 등장한다. 유니콘은 판타지나 희귀함의 상징으로 종종 나타나며 21세기에서는 성소수자 상징으로 쓰이기도 한다.

## 역사

### 인더스 문명

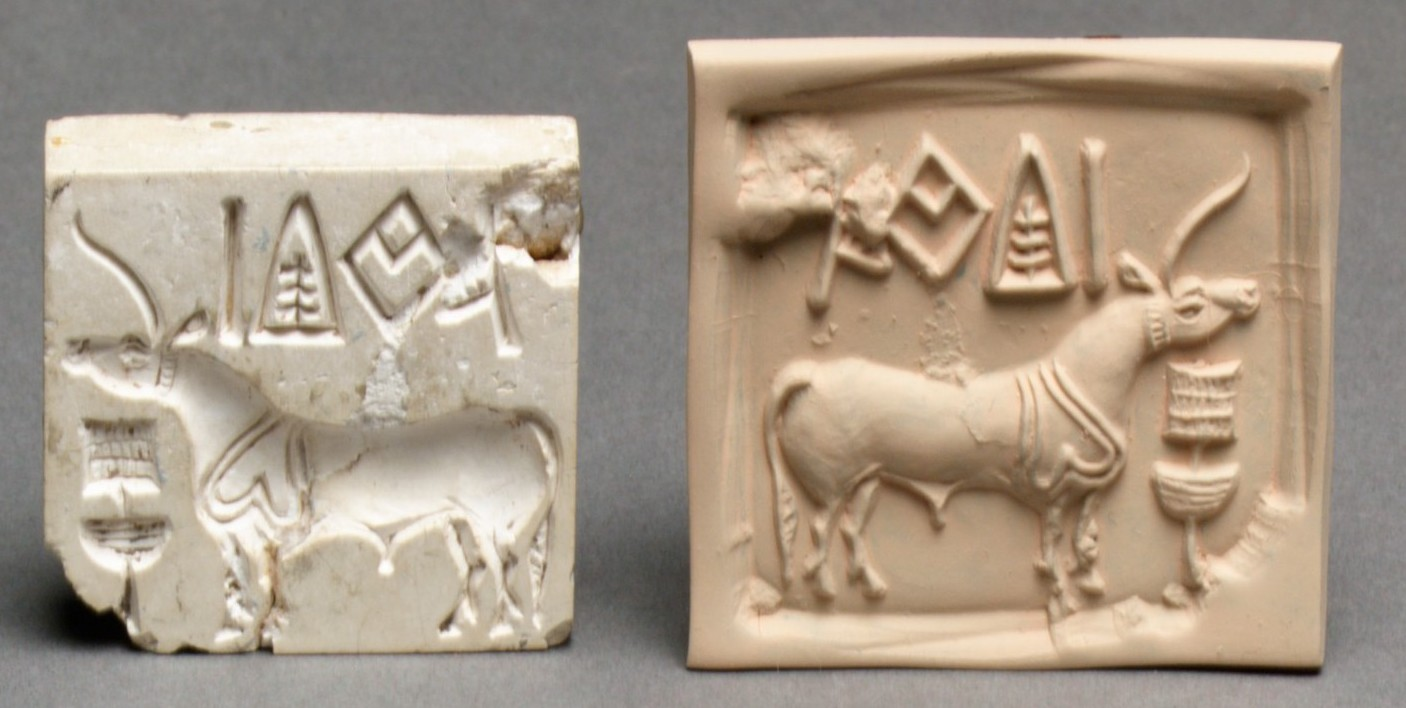
인더스 계곡에서 발견된 도장 인장(좌측)과 현대에 이를 복원한 작품의 모습(우측). 기원전 2600-1900년경 인더스 문명에서 제조 추정.

보통 유니콘이라고 부르는 뿔이 하나 달린 생물은 기원전 2000년전 전후 청동기 시기 인더스 문명의 동석(비누석) 인장에서 가장 흔하게 등장한다. 인장에 그려진 동물은 말보단 소에 가까운 동물로 고개를 앞으로 뻗으면서 머리에는 앞으로 쭉 뻗어있다 끝은 위쪽으로 휘어진 뿔을 가지고 있다. 뒤쪽에서 앞면으로 신비한 형상이 그려져 있는데 이는 마구나 이와 비슷한 덮개를 묘사했다고 추정된다. 인장에 나오는 유니콘의 얼굴은 보통 2개층 이상으로 쌓여 있는 물체를 향해 있는데, 이 물체는 보통 향로 아니면 구유와 같이 일종의 "의식용 제물 받침대"로 본다. 이 유니콘은 인더스 문명의 인장에서 항상 옆모습을 향하고 있지만 장난감으로 추정되는 작은 유니콘 테라코타에서 보면 뿔이 두 개 있는 황소의 옆모습이 뚜렷하게 보여 사실 이 유니콘도 뿔이 두 개이고 하나는 다른 뿔을 숨기고 있다는 설도 존재한다. 유니콘은 강력한 씨족 혹은 상인 공동체를 상징하나 종교적 상징도 가졌을 것이라 추정된다.
남아시아의 유니콘은 인더스 문명 시기에서만 볼 수 있으며 이후 남아시아 예술에서는 유니콘이 사라졌다. 역사학자 조나단 마크 케노어는 인더스 문명의 '유니콘'은 이후 다른 지역에서 나타나는 유니콘과는 직접적인 연관성은 없지만, 인더스 문명의 유니콘이 이후 서아시아의 외뿔 생물에 관한 환상의 동물 신화에 영향을 주었을 가능성이 있다고 말했다.

### 고전 고대 시기

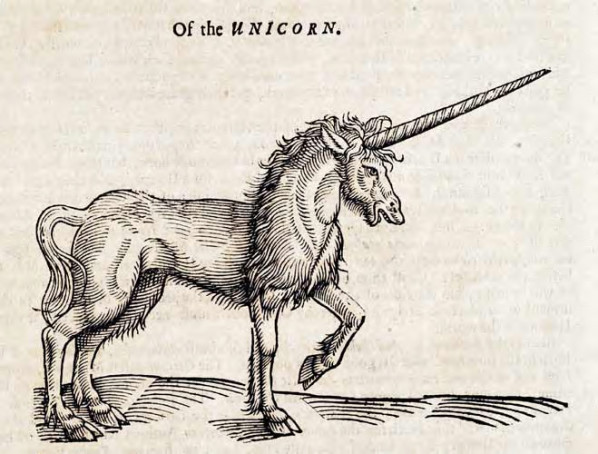
17세기 경 그려진 유니콘 그림

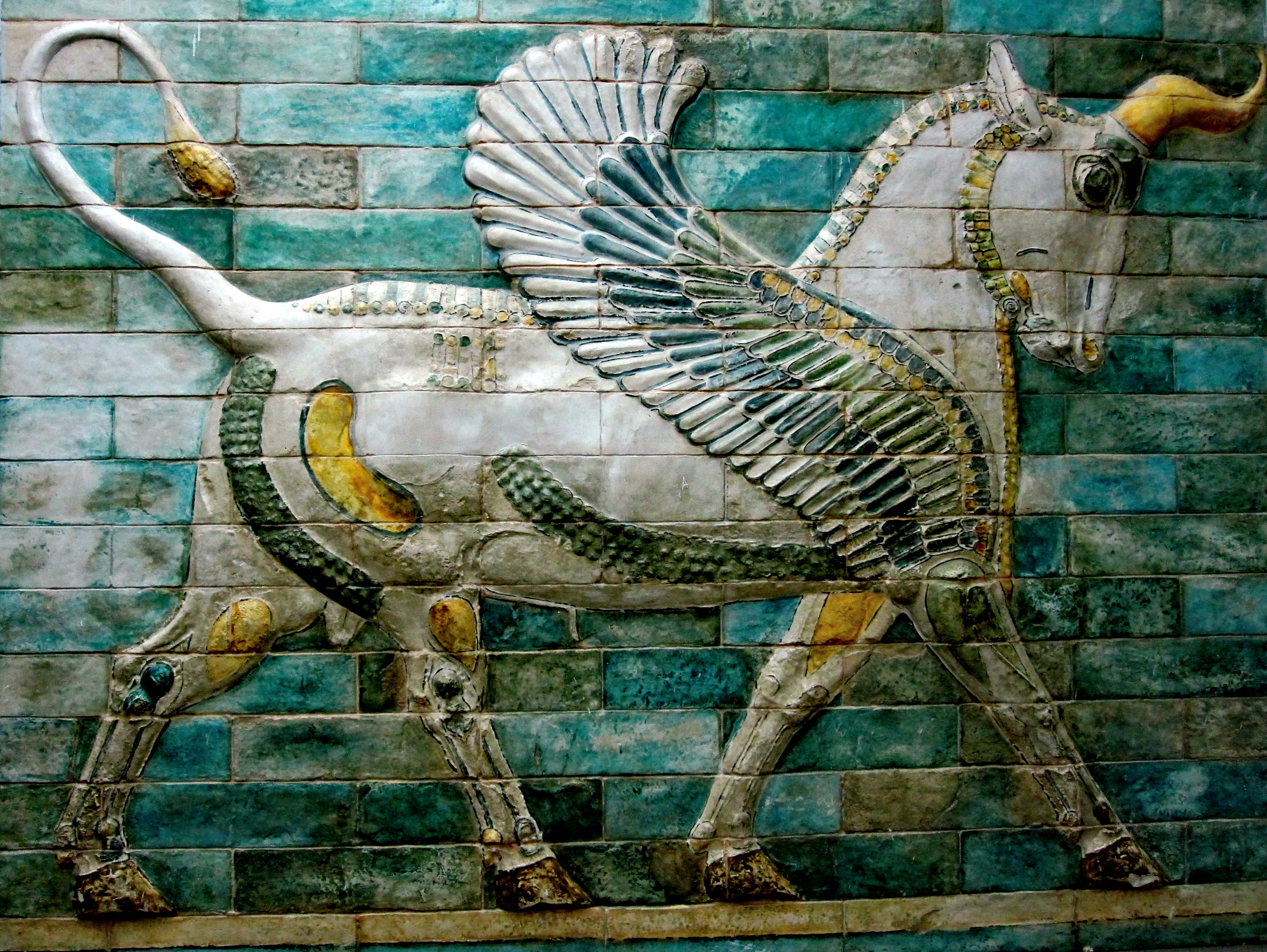
이란 수사 아파다나에 그려진 유니콘 벽화의 모습

유니콘은 그리스 신화에서 발견되지 않고 박물학 서적에서 등장하는데, 그리스의 박물학자들은 유니콘이 실제로 존재한다 확신했고 당시 그리스에서 멀면서도 환상의 땅이었던 인도에 유니콘이 서식한다고 믿어왔다. 유니콘을 가장 처음으로 언급한 사료는 크테시아스가 저술한 기원전 5세기경의 서적 《인디카》(Indica)로, 유니콘을 인도의 야생 나귀라고 말하며 뿔의 길이는 약 1큐빗 반(약 700 mm)이고 색은 흰색, 빨강, 검정이 섞여 있다고 말했다. 유니콘 고기는 너무 쓴맛이 나서 먹을 수 없다고도 평했다.
크레시아스는 페르시아의 아케메네스 제국에 살면서 정보를 얻었다. 고대 페르시아의 수도인 페르세폴리스에서는 유니콘 혹은 날개 달린 황소가 그려진 부조가 등장한다. 아리스토텔레스도 크레시아스를 따라 오릭스(영양의 일종)와 뿔이 하나 달린 소위 "인도나귀"(ἰνδικὸς ὄνος)라는 동물을 언급했다. 카리스티오스의 안티고노스도 뿔이 하나 달린 '인도나귀'에 대해 기록했다. 스트라본은 캅카스에 사슴 같은 머리를 가진 외뿔의 말이 있다고 서술했다. 대 플리니우스는 뿔이 하나 달린 짐승으로 오릭스와 인도불럭(인도코뿔소를 가리키는 것으로 추정) 뿐 아니라 "사슴의 머리, 코끼리의 발, 멧돼지의 꼬리를 가지고 있고 나머지 몸은 말과 같은 매우 사나운 동물인 '모노케로스'(monoceros)가 있는데 이 동물은 매우 낮은 울음소리를 내며 이마 중앙에는 뾰족한 뿔이 나 있고 그 길이는 약 2큐빗(약 900 mm)이다"라고 기록했다. 《동물의 본성》(Περὶ Ζῴων Ἰδιότητος)에서는 아일리아노스가 크테시아스의 말을 인용해 인도에서는 뿔이 하나 있는 말이 자란다고 서술했고(iii. 41; iv. 52), 이 생물은 모노케로스(μονόκερως), 때로는 카르타조노스(καρτάζωνος)라 불린다며(xvi. 20) 이는 코뿔소를 뜻하는 아랍어 카르카단에서 유래한 단어로 보인다고 말했다.
6세기 경 알렉산드리아에 살았던 상인인 코스마스 인디코플레우스테스는 인도까지 항해하면서 천지학(Cosmography)에 관한 서적을 저술했다. 코스마스는 당시 에티오피아 왕궁에 있던 4개의 놋쇠 조각상을 가지고 유니콘에 대해 설명했다. 서적에서 "이 사나운 짐승을 산 채로 잡는 것은 불가능하며, 그 모든 힘은 뿔에 있다. 쫓기면서 잡힐 위험에 처했다면 절벽에서 몸을 던지고 적절하게 몸을 돌려 뿔에 모든 충격을 받게 해 안전하고 무사하게 탈출한다."라고 기록했다.

### 중세와 르네상스 시기

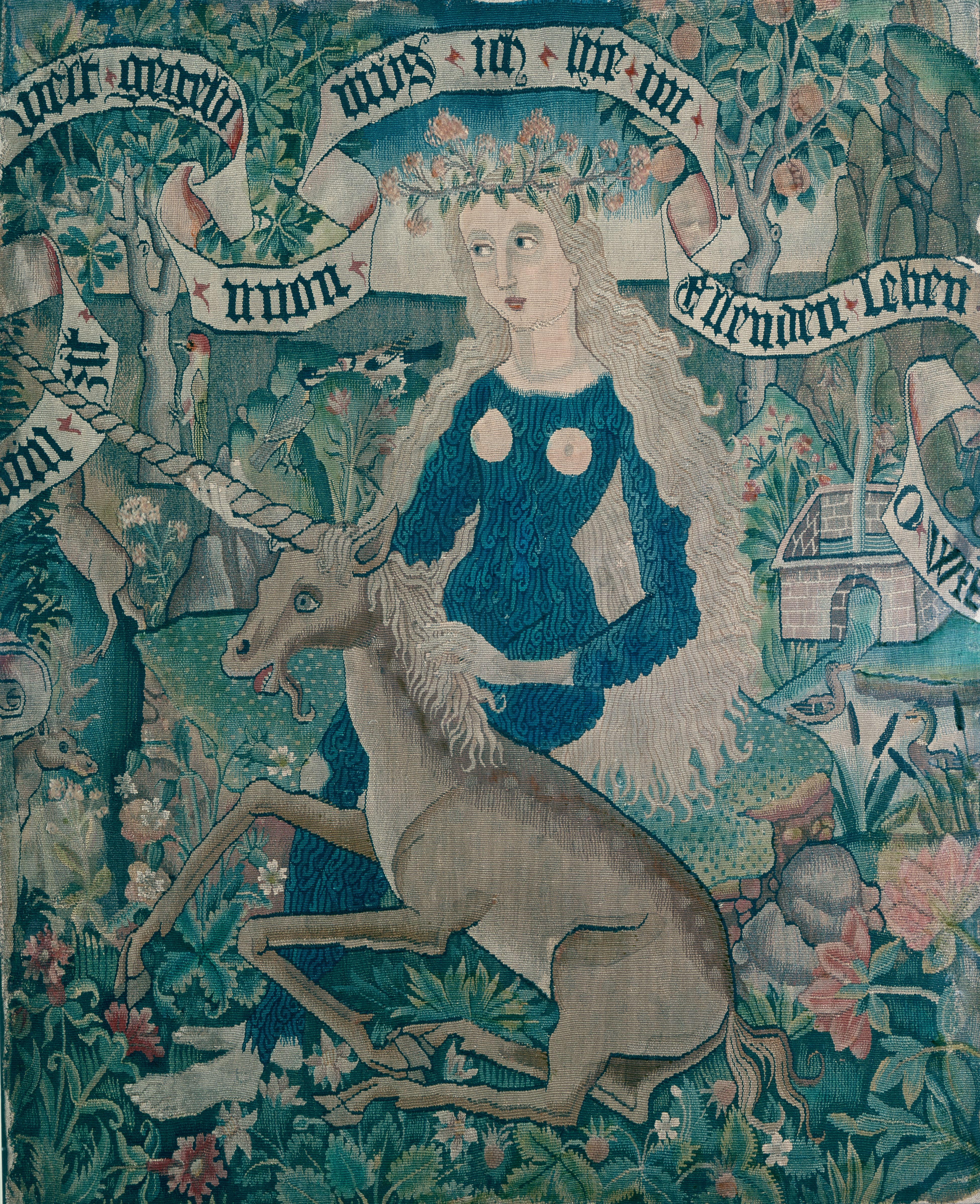
《유니콘과 야생인》, 태피스트리로 제작, c. 1500–1510. (바젤 역사박물관 소장)

중세 시대 유니콘에 대한 지식은 성경과 고대 자료에서 이어졌으며, 유니콘을 야생 나귀, 염소, 말의 일종으로 다양하게 표현했다.
고대 후기에 편찬되어 중세 베스티아리의 전신으로 알려진 《피시올로고스》에서는 마리아의 화신인 처녀에게 갇힌 유니콘에 대한 일종의 알레고리가 실렸다. 유니콘은 처녀를 보자마자 무릎에 머리를 얹고 잠에 빠진다. 이런 모습은 중세 시대 유니콘에 대한 관념의 기초가 되는 일종의 보편적인 상징이 되어 세속예술과 종교예술 양쪽에서 이런 우화의 유니콘이 그려졌다. 또한 유니콘은 사냥당하는 모습으로도 자주 나왔는데 이는 처녀의 연약함, 때로는 예수의 수난에 대한 비유로 드러났다. 중세 시대 신화에서는 유니콘이 뿔이 하나 달린 짐승으로 처녀만이 길들일 수 있다고 여겨졌는데 이후 일부 작가들은 이를 예수와 마리아의 관계를 우화적으로 나타냈다고 해석했다.
유니콘은 궁정연애에서도 나타났다. 샹파뉴의 티발트 1세나 리샤르 드 푸르니발과 같은 13세기 프랑스 작가들은 연인을 유니콘이 처녀에게 끌리듯이 부인에게 매료된다고 비유했다. 인문주의가 부상하면서 유니콘은 순결한 사랑과 충실한 결혼이라는 보다 정통적이고 세속적인 의미도 가지기 시작했다. 프란체스코 페트라르카의 《순결의 승리》에서도 이런 의미로 유니콘이 쓰였으며, 피에로 델라 프란체스카가 그린 바티스타 스트로치의 초상화 뒷면에는 남편 페데리코 다 몬테펠트로의 초상화(1472-74년경 제작 추정)와 함께 한 쌍의 유니콘이 끄는 비안카의 개선마차가 그려져 있다.
하지만 중세의 발람과 요사팟 전설에서 등장하는 유니콘은 석가모니의 생애의 궁극적인 끝을 묘사한 것으로 황금전설에서 설명했다시피 유니콘이 '죽음'을 의미했다. 종교 예술에서는 트리엔트 공의회에서 조안네스 몰라누스가 정죄를 선포하면서 유니콘이 대부분 사라졌다.
처녀 여성만이 길들일 수 있다는 유니콘에 대한 전설은 이후에도 계속 잘 알려져, 코뿔소를 본 마르코 폴로도 마치 유니콘같다고 말할 정도로 널리 퍼졌다.

#### 알리콘
뿔 자체와 뿔에 이루어진 물질을 '알리콘'(Alicorn)이라고 불렀고, 옛 사람들은 뿔에는 마법과 의학적 효능이 있다고 믿었다. 덴마크의 의사 올레 오름은 1638년 일각고래의 엄니가 알리콘이라고 주장했다. 이런 믿음은 1646년 토머스 브라운이 자신의 저서 《프세우도독시아 에피데미카》에서 길게 검토할 정도로 오래 동안 퍼졌다.
1741년 후반부터 일각고래의 엄니 또는 다양한 동물의 뿔로 만든 가짜 알리콘 가루가 유럽에서 약용으로 팔리기 시작했다. 알리콘은 수많은 질병을 치료하고 독을 감지하는 능력이 있다 여겨져 많은 의사들이 알리콘으로 '치료제'를 만들어 판매했다. 또한 왕을 위해 알리콘으로 컵을 만들어 바치기도 했는데 이 컵은 보통 상아나 바다코끼리 엄니로 만들어졌다. 중세 시대에는 뿔 자체가 매우 귀했으며 일각고래의 엄니를 뿔처럼 사용하기도 했다.

## 문장학
문장학에서 유니콘은 보통 염소의 발굽과 수염, 사자의 꼬리, 이마에 잘록한 나선형 뿔이 달린 말로 묘사된다. 화신의 상징이든, 원시 자연의 무시무시한 동물적 감각을 상징하든 유니콘은 초기에 나온 문장에는 거의 사용되지 않았지만 15세기 경부터 많이 사용하기 시작했다. 때로는 유니콘에 목줄이나 사슬이 달려 길들여졌거나 조련되었음을 나타내기도 했지만, 이 끊어진 쇠사슬 목줄을 그려 역으로 속박에서 벗어났다는 식으로 그리기도 했다.

### 스코틀랜드
유니콘은 스코틀랜드의 상징으로 잘 알려져 있다. 유니콘은 약 100여년 전 잉글랜드 왕실이 채택한 상징인 사자의 천적으로 알려져 있었으며, 스코틀랜드 왕실과 로스시 공작의 왕실 문장은 두 마리의 유니콘이 양 쪽에 서 있으며 1707년 잉글랜드와 스코틀랜드의 연합 선언 이후에는 영국의 왕실 문장은 잉글랜드의 사자와 스코틀랜드의 유니콘이 받히고 있는 모양이다. 이 문장은 2가지가 있는데, 스코틀랜드에서 사용하는 왕실 문장은 유니콘을 왼쪽에 두고 왕관을 씌어 스코틀랜드의 요소를 더 강조한 반면 잉글랜드와 다른 지역에서 사용하는 왕실 문장은 잉글랜드의 요소가 더 강하게 들어갔다. 문장학자인 존 길림은 자신의 저서 《문장의 모습》(A Display of Heraldry)에서 유니콘이 권력, 명예, 존경심의 상징이라고 말했다.

## 같이 보기
- 기린
- 켄타우로스
- 해태
- 페가수스
- 가상
- 말
- 보이지 않는 분홍 유니콘

## 참고 문헌
- Bonta, Steven C. (2010). 《The Indus Valley script: a new interpretation》. Altoona: Pennsylvania State University.
- Sankaranarayanan, Vijayam, 편집. (2007). 《Themes in History, Part-I》. National Council of Educational Research and Training (NCERT). ISBN 978-81-7450-651-1.